# Afronurus hainanensis
Afronurus hainanensis is een haft uit de familie Heptageniidae. De wetenschappelijke naam van de soort is voor het eerst geldig gepubliceerd in 1995 door She, Gui & You.
De soort komt voor in het Oriëntaals gebied.